# Distrito de San Lorenzo de Quinti

Provincia de Huarochirí en el Departamento de Lima, Perú

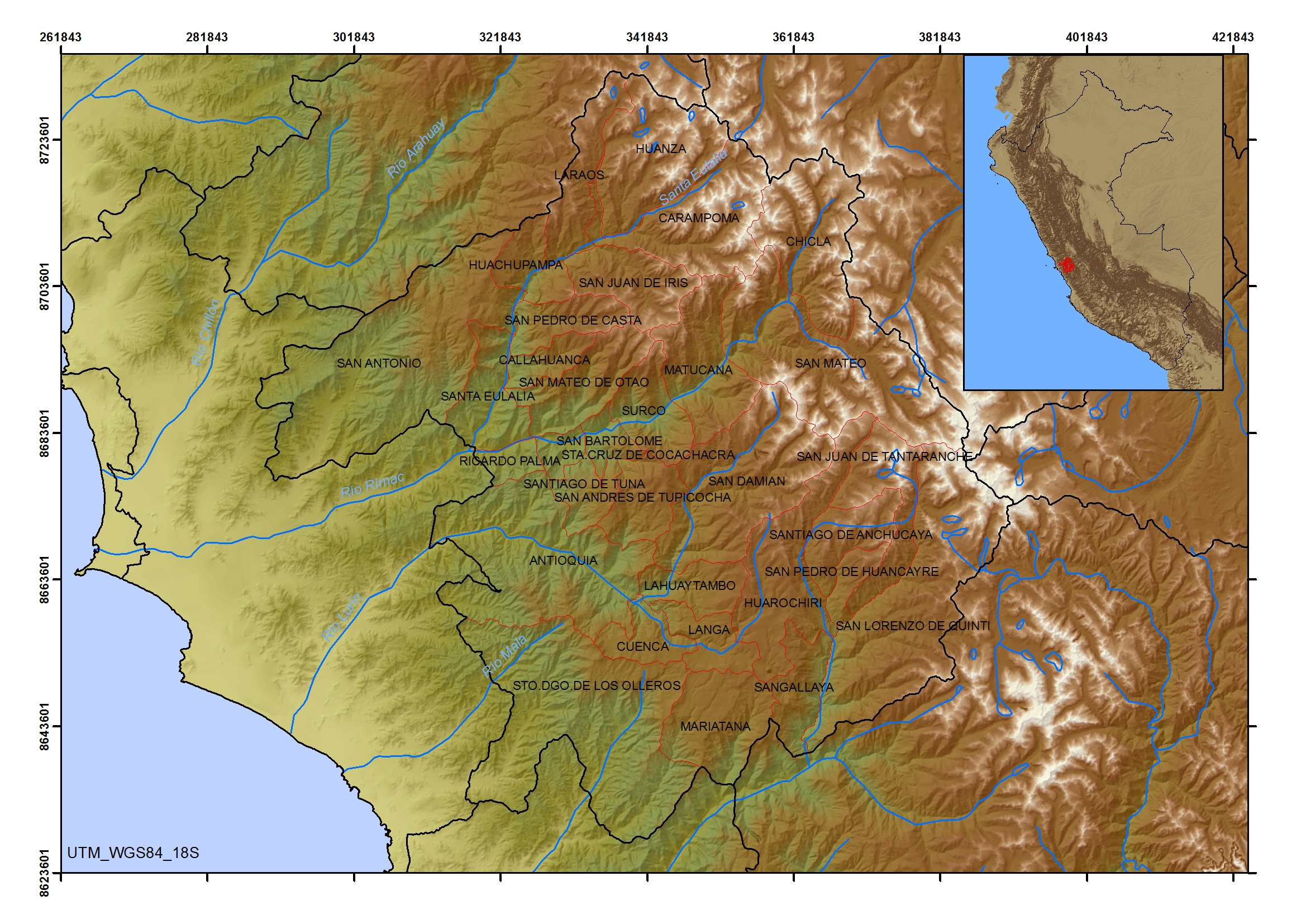
Distritos de la Provincia de Huarochirí

El Distrito de San Lorenzo de Quinti es uno de los treinta y dos distritos de la Provincia de Huarochirí, ubicada en el Departamento de Lima, bajo la administración del Gobierno Regional de Lima-Provincias.
Dentro de la división eclesiástica de la Iglesia Católica del Perú, pertenece a la Prelatura de Yauyos

## Historia
Existe evidencia histórica de los inicios de la cultura del distrito de San Lorenzo de Quinti. Uno de los antecedentes es su fundación que se remonta al gobierno del Virrey Hernando de Torres y Portugal, Conde del Villar, en los tiempos del Virreinato por parte del dominio español, del por qué a raíz de las reducciones en el siglo XVI. El corregidor de Justicia Mayor de Huarochirí Diego Dávila de Briceño, el 10 de agosto de 1576, fundó el pueblo de San Lorenzo de Quinti, llamada indistintamente Quinti de Viña Viña. La explicación de estos nombres se deben al primero por haber sido centro de la Jurisdicción de los Quinti, agrupación tribal muy guerrera, y el de Viña Viña porque en el pueblo donde existían grandes viñedos. 
En la formación del distrito intervinieron los Ayllus de Llacuas, Huancaya, Copará, Hualcaraya, Larán y Pariac.
Los Llacuas eran los más numerosos, provenían de las laderas del nevado Pariacaca, Pirca Pirca, Tres Ventanas y Tambo Real que hoy pertenece al Distrito de Tanta. La gente de Huancaya provenía de los lugares de Cóndor, Tupín, Huaychumarca y Huancayo; la gente de Copará provenía de Poquillo y Tambo; la gente de Hualcaraya provenía de Altillo, frente al pueblo de San Juan de Tantaranche; la gente de Larán provenía de Huaylalla, Larán Pampa y Aurima, y Pariac que se separó del pueblo en el siglo XVII formando el poblado de Carhuapampa de Pariac.
Para la fundación de San Lorenzo de Quinti, María Recuay, del Aillu de Larán, obsequió el terreno sobre el cual se asienta hoy el pueblo. En dicho lugar se encontró una estatua pequeña del mártir San Lorenzo, en honor al cual se le llamó al distrito San Lorenzo de Quinti.

### Creación política
El distrito de San Lorenzo de Quinti fue creado el 4 de agosto de 1821, conjuntamente con la provincia de Huarochirí, durante el Protectorado del Libertador José de San Martín. El 21 de junio de 1825 se rectificó en el gobierno del Libertador Simón Bolívar, teniendo como anexos a los pueblos de San Pedro de Huancayre, San Juan de Tantaranchi, Santiago de Anchucaya, Carhuapampa de Pariac, Santa María de Huánchac y San Bartolomé de Palermo.

## Geografía
San Lorenzo de Quinti abarca una superficie de 467.58 km² y se encuentra localizado en la parte sur-centro de la provincia a 2800 m s. n. m. con un clima templado y acogedor. Es reconocido como uno de los distritos pilares y pioneros de la zona sur y de todo Huarochirí.

### Centro Poblado
1. Santa María de Huánchac

### Anexos
1. Huachipampa.
2. San Bartolomé de Palermo.

En la época de la República, los ayllus fueron reorganizados en asociaciones, luego en parcialidades, comunidades indígenas y finalmente en comunidades campesinas.

## Autoridades

### Municipales
Artículo principal: Alcaldes de San Lorenzo de Quinti
- * 2023 - 2026
  - Alcalde Periodo: Sixto Celestino De La Cruz Casas.
  - Regidores Periodo 2023 - 2026: Primer Regidora: Leydes Marlene Angeles Peña, Segundo Regidor: Richard Angeles Durand, Tercera Regidora: Erminia Aurora Flores De Zarate, Cuarto Regidor: Sixto Cesar Nolasco Julián, Quinto Regidor: Noe Dany Ramírez Sandoval.
- 2019 - 2022
  - Alcalde Periodo: Ing. Jesús Juan Lozano Sotil.
  - Regidores Periodo 2019 - 2022: Primer Regidor: Fernando Aldrin Sandoval Villa, Segundo Regidor: Daniel Darío Nolasco Maravi, Tercer Regidor: Christian Wyllian Joaquín Zarate, Cuarta Regidora: Lourdes Celini Huamanyauri Conopuma, Quinto Regidor: Ángel Maximiliano Peña Ramírez.
- 2015 - 2018[2]
  - Alcalde: Alberto Zenón Luyo Atanacio, Movimiento independiente Unidad Cívica Lima (UCL).
  - Regidores: Rosendo Angel Alejos Angeles (UCL), Domingo Graciano Hermenegildo Flores (UCL), Yuste Dani Cajahuaringa Hinostroza (UCL), Graciela Maritza Zárate Villa (UCL), Oscar Claudio Sotil Manta (Patria Joven).
- 2011 - 2014[3]
  - Alcalde: Fidel Angeles Vales, Partido Aprista Peruano (PAP).[4]
  - Regidores: Marcos Alberto Julián Villa (PAP), Esmeralda Cusi Sandoval Zavala (PAP), Juanita Mirtha Javier Conopuma (PAP), Enrique Dávila De La Cruz (Unión por el Perú), Ángel Maximiliano Peña Ramírez (Unión por el Perú).
- 2007 - 2010[5]
  - Alcalde: Justo David Traslaviña Dávila, Partido Unión por el Perú.
- 2003 - 2006
  - Alcalde: Pablo Angeles Ramírez, Alianza electoral Unidad Nacional.
- 1999 - 2002
  - Alcalde: Tomás Huamanyauri Tello, Movimiento independiente Somos Perú.
- 1996 - 1998
  - Alcalde: Wenceslao Aurelio Villa Alejos, Lista independiente N.º 11 Alternativa Huarochirana.
- 1993 - 1995
  - Alcalde: Gonzalo Máximo Villa Villa, Partido Acción Popular.
- 1990 - 1992
  - Alcalde: Dilmer Alejandro Nolasco Manta, Alianza Izquierda Unida.
- 1987 - 1989
  - Alcalde: Elizer Nolasco Tello, Partido Aprista Peruano.
- 1984 - 1986
  - Alcalde: Simeón Javier Nolasco, Partido Aprista Peruano.
- 1981 - 1983
  - Alcalde: Domingo Lozano Ramírez, Partido Aprista Peruano.

### Policiales
- Comisaría de San Lorenzo de Quinti
  - Comisario: Mayor PNP  .[6]

### Religiosas
- Prelatura de Yauyos[7]
  - Obispo Prelado: Mons. Ricardo García García.
- Parroquia Nuestra Señora de la Asunción[8]
  - Párroco: Pbro. Artemio Quispe Huamán.
  - Vicario parroquial: Pbro. José Carpio Urquizo.

## Educación

### Instituciones educativas
- I.E.T.I. MARÍA RECUAY - 20591

## Festividades
- Enero: 1 y 2 presentación del baile costumbrista y único en su género Los Chanchas, que solo se baila en San Lorenzo de Quinti ya que es originario de este distrito.
- Marzo o abril: Semana Santa y Pascua de Resurrección (patrón de la C. C. Copara).
- Junio: 13 festividad de San Antonio de Padua (patrón de la C. C. Llacuas).
- Junio: 24 festividad a San Juan Bautista (Patrón de C. C. Hualcaraya).
- Agosto: 10 festividad en honor al Martir San Lorenzo (patrón del distrito y de la C. C. Llacuas).
- Septiembre: 8 festividad en honor a la virgen natividad (Patrona de la C. C. de Huancaya).
- Septiembre: 14 festividad en honor al Señor exaltación de las cruces (patrón de la C. C. de Hualcaraya).
- Octubre: 07 Festividad en honor a San Marcos (Patrón de la C. C. de Copara).
- Diciembre: 8 Festividad en honor a la virgen Purísima (Patrona de la C. C. de Llacuas).
- diciembre: 25 y 26 nacimiento del niño Dios "Jesús" (Baile de las curcuchas).

Cada festividad va a depender de los organizadores en algunos casos pueden ser de 1 a 6 días de duración con una serie de actividades tales como pueden ser: misa, procesión, corrida de toros, campeonatos de futbol, vóleibol, presentaciones de danzas, baile social, y otros.